# آدریانا استیوز
آدریانا استیوز آگوستینیو بریشتا (زاده ۱۵ دسامبر ۱۹۶۹) یک هنرپیشه اهل برزیل است. او پیش از این دو بار نامزد جایزه بین‌المللی امی برای بهترین بازیگر زن شده‌است.
اولین دوست پسر آدریانا که بعدها شوهرش شد، معلم جوجوتسو توتیلا جردن بود. آنها در سال ۱۹۸۸ ازدواج کردند و دو سال با هم ماندند و در سال ۱۹۹۰ طلاق گرفتند.
او در سال ۱۹۹۴ با بازیگر مارکو ریکا ازدواج کرد. یک سال بعد، او متوجه شد که او از اختلال اضطراب و هراس رنج می‌برد. در سال ۲۰۰۰ آنها صاحب یک پسر به نام فیلیپ شدند. در سال ۲۰۰۴، ریکا و استیوز طلاق گرفتند.
پس از ماه‌ها جدایی از مارکو، او با ولادیمیر بریشتا آشنا شد. در فوریه ۲۰۰۶ آنها ازدواج کردند. در همان سال پس از چند ماه ازدواج، اولین پسرشان ویسنته به دنیا آمد. آدریانا نامادری اگنس بریشتا، متولد ۱۹۹۷، که دختر ولادیمیر بریشتا از همسر اولش، خواننده گنا بود، شد که در سال ۱۹۹۹ بر اثر سرطان خون درگذشت.